# Wiesbaden-Westend

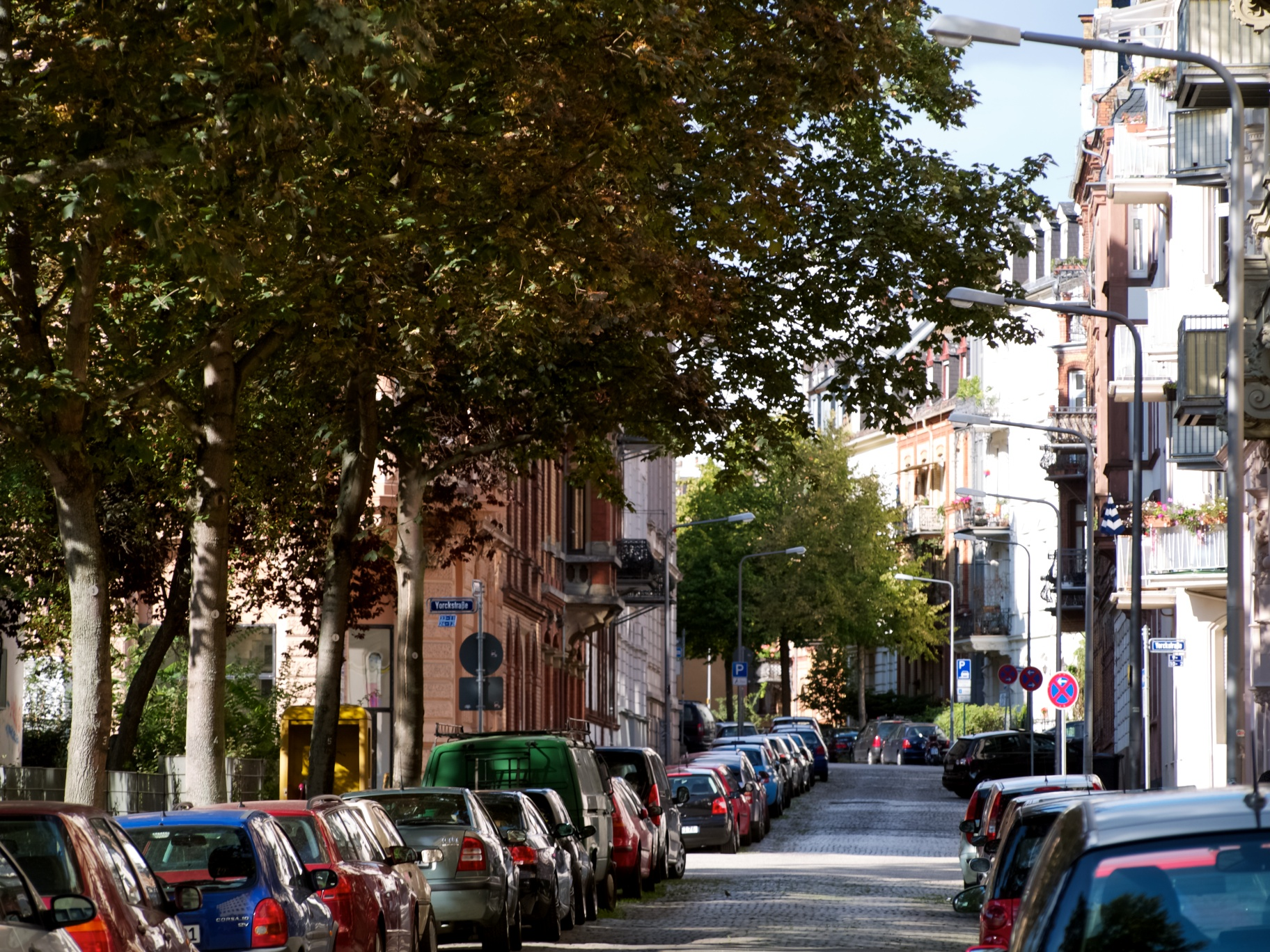
Una calle típica en Westend

Wiesbaden-Westend o Westend es un distrito en el centro de Wiesbaden. Según el censo de 2011, este municipio era la autoridad local más densamente poblada de todo en Alemania, 24.910 habitantes por kilómetro cuadrado, con una población de 16.690 habitantes en un área aproximada de 0,7 kilómetros cuadrados.